# Беас-де-Гранада
Беас-де-Гранада (ісп. Beas de Granada) — муніципалітет в Іспанії, у складі автономної спільноти Андалусія, у провінції Гранада. Населення — 1035 осіб (2010).
Муніципалітет розташований на відстані близько 360 км на південь від Мадрида, 11 км на північний схід від Гранади.

## Демографія
Динаміка населення (INE ):

## Галерея зображень

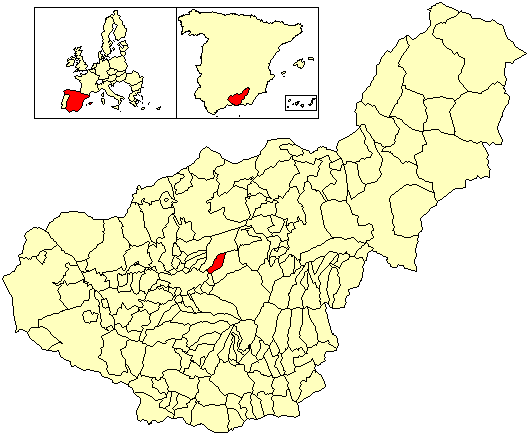
Розташування муніципалітету Беас-де-Гранада у провінції Гранада
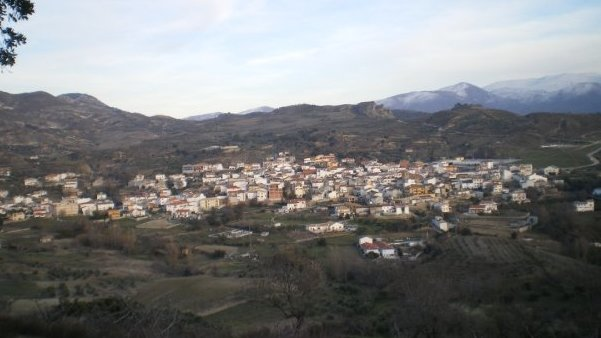
Панорама, Беас-де-Гранада (2009)